# Эволюционные алгоритмы
Эволюционные алгоритмы — направление в искусственном интеллекте (раздел эволюционного моделирования), которое использует и моделирует процессы естественного отбора.

## Виды алгоритмов
- генетические алгоритмы — эвристический алгоритм поиска, используемый для решения задач оптимизации и моделирования путём случайного подбора, комбинирования и вариации искомых параметров;
- генетическое программирование — автоматическое создание или изменение программ с помощью генетических алгоритмов;
- эволюционное программирование — аналогично генетическому программированию, но структура программы постоянна, изменяются только числовые значения;
- программирование экспрессии генов
- эволюционные стратегии — похожи на генетические алгоритмы, но в следующее поколение передаются только положительные мутации;
- дифференциальная эволюция
- нейроэволюция — аналогично генетическому программированию, но геномы представляют собой искусственные нейронные сети, в которых происходит эволюция весов при заданной топологии сети, или помимо эволюции весов также производится эволюция топологии;
- системы классификаторов;

Все они моделируют базовые положения в теории биологической эволюции — процессы отбора, мутации и воспроизводства. Поведение агентов определяется окружающей средой. Множество агентов принято называть популяцией. Такая популяция эволюционирует в соответствии с правилами отбора в соответствии с целевой функцией, задаваемой окружающей средой. Таким образом, каждому агенту (индивидууму) популяции назначается значение его пригодности в окружающей среде. Размножаются только наиболее пригодные виды. Рекомбинация и мутация позволяют изменяться агентам и приспособляться к среде. Такие алгоритмы относятся к адаптивным поисковым механизмам.
Эволюционные алгоритмы успешно использовались для задач типа функциональной оптимизации и могут легко быть описаны на математическом языке.

## Отрасли использования
Эволюционные алгоритмы используются при комбинаторной оптимизации, в частности при решении классических NP-полных проблем, таких как задача коммивояжера, задача упаковки ранца, разбитие чисел, максимально независимое множество и зарисовка графов.
Возможность использования эволюционных алгоритмов в музыке активно исследуется в Австрии, в первую очередь при попытках моделирования игры на музыкальных инструментах известными людьми разных эпох.